# Comuna Jadove, Semenivka
Jadove (în ucraineană Жадове) este o comună în raionul Semenivka, regiunea Cernihiv, Ucraina, formată din satele Dovjîk, Ierșov, Ivanîne, Jadove (reședința), Selîșce, Turove și Vilhivka.

## Demografie
Componența lingvistică a comunei Jadove
     Ucraineană (98,55%)
     Rusă (1,4%)
Conform recensământului din 2001, majoritatea populației comunei Jadove era vorbitoare de ucraineană (98,55%), existând în minoritate și vorbitori de rusă (1,4%).